# 페이지 번호 매기기

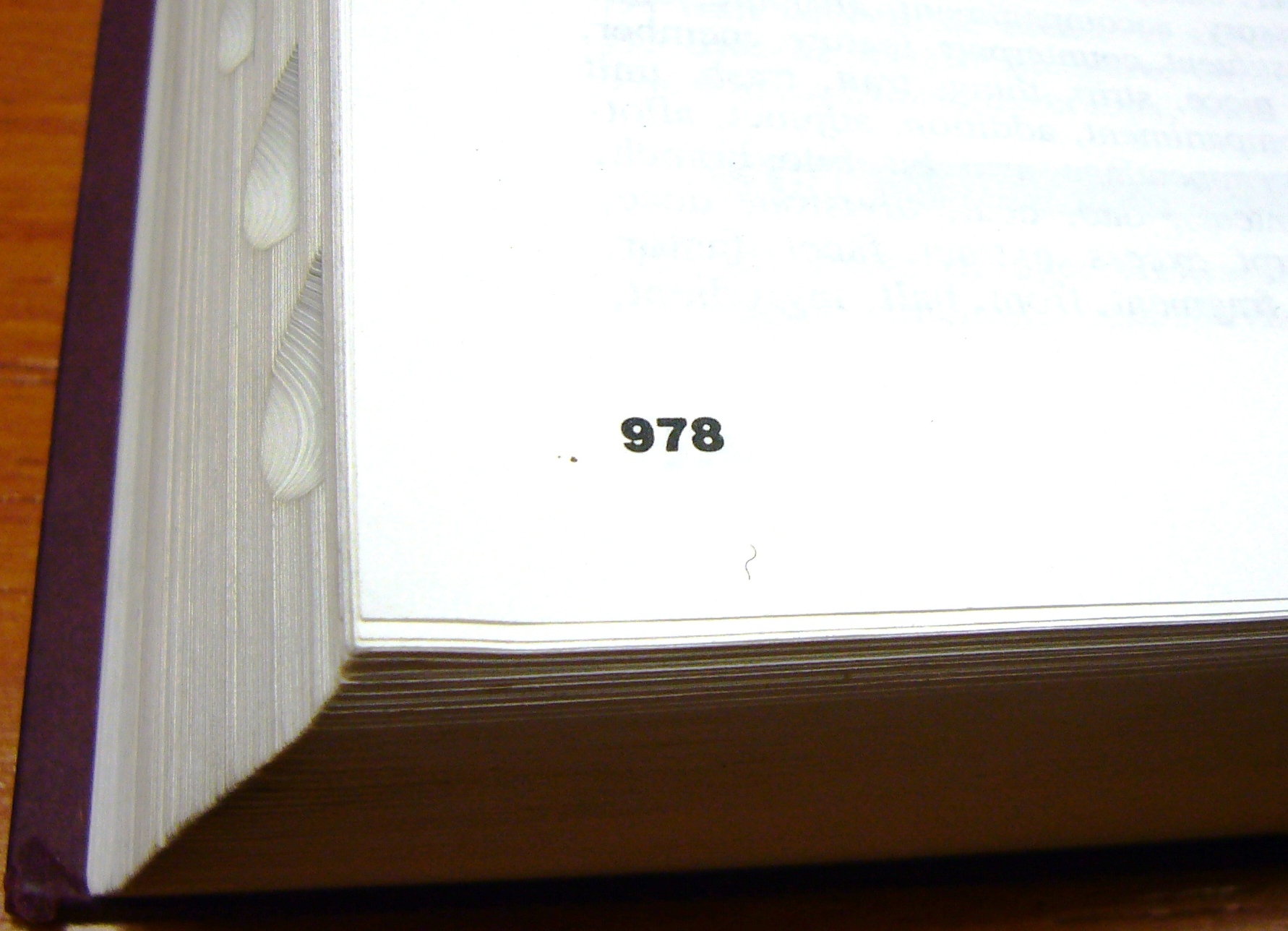
책의 페이지 번호

페이지 번호 매기기 또는 페이지 넘버링(page numbering)은 책이나 기타 문서의 페이지에 일련의 숫자(또는 문자 또는 로마 숫자)를 적용하는 프로세스이다. 페이지의 다양한 위치에 나타날 수 있는 번호 자체를 페이지 번호(folio)라고 할 수 있다. 장 번호 매기기와 같은 다른 번호 매기기 체계와 마찬가지로 페이지 번호는 번호가 매겨진 문서의 특정 페이지를 인용할 수 있도록 하며 독자가 문서의 특정 부분을 찾고 전체 텍스트의 크기를 알 수 있도록 한다(페이지 번호를 확인하여).

## 같이 보기
- 플라톤 저작의 스테파누스 페이지 매김
- 아리스토텔레스 저작의 베커 번호
- 소크라테스 이전 철학자의 단편에 관한 딜스-크란츠 번호
- 영구 식별자
- 고유 식별자
- UUID
- 책 디자인
- 단 (인쇄)